# Good Grief
Good Grief is een nummer van de Britse indie-rockband Bastille. Het nummer kwam uit als de eerste single van het album Wild World, dat verscheen op 9 september 2016.

## Achtergrondinformatie
Op 16 juni 2016 was het nummer voor het eerst te horen op de Britse radiostation BBC Radio 1 tijdens het radioprogramma van Annie Mac. Kort daarna werd het nummer uitgebracht als muziekdownload.

## Muziekvideo
De bijhorende muziekvideo verscheen op 22 juni 2016 op het YouTubekanaal van de band en duurt 3 minuten en 57 seconden. De video begint met een heleboel verschillende scènes, die uiteindelijk allemaal samenkomen. Er werd ook een "clean version" van de video gemaakt, waaruit naaktheid en geweren verwijderd zijn.

## Hitnoteringen

### Nederlandse Top 40
| Hitnotering: 09-07-2016 t/m 12-11-2016 | Hitnotering: 09-07-2016 t/m 12-11-2016 | Hitnotering: 09-07-2016 t/m 12-11-2016 | Hitnotering: 09-07-2016 t/m 12-11-2016 | Hitnotering: 09-07-2016 t/m 12-11-2016 | Hitnotering: 09-07-2016 t/m 12-11-2016 | Hitnotering: 09-07-2016 t/m 12-11-2016 | Hitnotering: 09-07-2016 t/m 12-11-2016 | Hitnotering: 09-07-2016 t/m 12-11-2016 | Hitnotering: 09-07-2016 t/m 12-11-2016 | Hitnotering: 09-07-2016 t/m 12-11-2016 | Hitnotering: 09-07-2016 t/m 12-11-2016 | Hitnotering: 09-07-2016 t/m 12-11-2016 | Hitnotering: 09-07-2016 t/m 12-11-2016 | Hitnotering: 09-07-2016 t/m 12-11-2016 | Hitnotering: 09-07-2016 t/m 12-11-2016 | Hitnotering: 09-07-2016 t/m 12-11-2016 | Hitnotering: 09-07-2016 t/m 12-11-2016 | Hitnotering: 09-07-2016 t/m 12-11-2016 | Hitnotering: 09-07-2016 t/m 12-11-2016 | Hitnotering: 09-07-2016 t/m 12-11-2016 |
| Week:                                  | 1                                      | 2                                      | 3                                      | 4                                      | 5                                      | 6                                      | 7                                      | 8                                      | 9                                      | 10                                     | 11                                     | 12                                     | 13                                     | 14                                     | 15                                     | 16                                     | 17                                     | 18                                     | 19                                     |                                        |
| -------------------------------------- | -------------------------------------- | -------------------------------------- | -------------------------------------- | -------------------------------------- | -------------------------------------- | -------------------------------------- | -------------------------------------- | -------------------------------------- | -------------------------------------- | -------------------------------------- | -------------------------------------- | -------------------------------------- | -------------------------------------- | -------------------------------------- | -------------------------------------- | -------------------------------------- | -------------------------------------- | -------------------------------------- | -------------------------------------- | -------------------------------------- |
| Positie:                               | 31                                     | 23                                     | 21                                     | 28                                     | 25                                     | 20                                     | 22                                     | 24                                     | 20                                     | 14                                     | 13                                     | 13                                     | 14                                     | 20                                     | 21                                     | 22                                     | 24                                     | 30                                     | 40                                     | uit                                    |

### NederlandseSingle Top 100
| Hitnotering: 16-07-2016 t/m 26-11-2016 | Hitnotering: 16-07-2016 t/m 26-11-2016 | Hitnotering: 16-07-2016 t/m 26-11-2016 | Hitnotering: 16-07-2016 t/m 26-11-2016 | Hitnotering: 16-07-2016 t/m 26-11-2016 | Hitnotering: 16-07-2016 t/m 26-11-2016 | Hitnotering: 16-07-2016 t/m 26-11-2016 | Hitnotering: 16-07-2016 t/m 26-11-2016 | Hitnotering: 16-07-2016 t/m 26-11-2016 | Hitnotering: 16-07-2016 t/m 26-11-2016 | Hitnotering: 16-07-2016 t/m 26-11-2016 | Hitnotering: 16-07-2016 t/m 26-11-2016 | Hitnotering: 16-07-2016 t/m 26-11-2016 | Hitnotering: 16-07-2016 t/m 26-11-2016 | Hitnotering: 16-07-2016 t/m 26-11-2016 | Hitnotering: 16-07-2016 t/m 26-11-2016 | Hitnotering: 16-07-2016 t/m 26-11-2016 | Hitnotering: 16-07-2016 t/m 26-11-2016 | Hitnotering: 16-07-2016 t/m 26-11-2016 | Hitnotering: 16-07-2016 t/m 26-11-2016 | Hitnotering: 16-07-2016 t/m 26-11-2016 |
| Week:                                  | 1                                      | 2                                      | 3                                      | 4                                      | 5                                      | 6                                      | 7                                      | 8                                      | 9                                      | 10                                     | 11                                     | 12                                     | 13                                     | 14                                     | 15                                     | 16                                     | 17                                     | 18                                     | 19                                     | 20                                     |
| -------------------------------------- | -------------------------------------- | -------------------------------------- | -------------------------------------- | -------------------------------------- | -------------------------------------- | -------------------------------------- | -------------------------------------- | -------------------------------------- | -------------------------------------- | -------------------------------------- | -------------------------------------- | -------------------------------------- | -------------------------------------- | -------------------------------------- | -------------------------------------- | -------------------------------------- | -------------------------------------- | -------------------------------------- | -------------------------------------- | -------------------------------------- |
| Positie:                               | 89                                     | 89                                     | 72                                     | 62                                     | 57                                     | 51                                     | 52                                     | 53                                     | 52                                     | 47                                     | 48                                     | 51                                     | 49                                     | 60                                     | 65                                     | 64                                     | 81                                     | 87                                     | 91                                     | uit                                    |

### NederlandseMega Top 50
| Hitnotering: 25-06-2016 t/m 05-11-2016 | Hitnotering: 25-06-2016 t/m 05-11-2016 | Hitnotering: 25-06-2016 t/m 05-11-2016 | Hitnotering: 25-06-2016 t/m 05-11-2016 | Hitnotering: 25-06-2016 t/m 05-11-2016 | Hitnotering: 25-06-2016 t/m 05-11-2016 | Hitnotering: 25-06-2016 t/m 05-11-2016 | Hitnotering: 25-06-2016 t/m 05-11-2016 | Hitnotering: 25-06-2016 t/m 05-11-2016 | Hitnotering: 25-06-2016 t/m 05-11-2016 | Hitnotering: 25-06-2016 t/m 05-11-2016 | Hitnotering: 25-06-2016 t/m 05-11-2016 | Hitnotering: 25-06-2016 t/m 05-11-2016 | Hitnotering: 25-06-2016 t/m 05-11-2016 | Hitnotering: 25-06-2016 t/m 05-11-2016 | Hitnotering: 25-06-2016 t/m 05-11-2016 | Hitnotering: 25-06-2016 t/m 05-11-2016 | Hitnotering: 25-06-2016 t/m 05-11-2016 | Hitnotering: 25-06-2016 t/m 05-11-2016 | Hitnotering: 25-06-2016 t/m 05-11-2016 | Hitnotering: 25-06-2016 t/m 05-11-2016 | Hitnotering: 25-06-2016 t/m 05-11-2016 |
| Week:                                  | 1                                      | 2                                      | 3                                      | 4                                      | 5                                      | 6                                      | 7                                      | 8                                      | 9                                      | 10                                     | 11                                     | 12                                     | 13                                     | 14                                     | 15                                     | 16                                     | 17                                     | 18                                     | 19                                     | 20                                     |                                        |
| -------------------------------------- | -------------------------------------- | -------------------------------------- | -------------------------------------- | -------------------------------------- | -------------------------------------- | -------------------------------------- | -------------------------------------- | -------------------------------------- | -------------------------------------- | -------------------------------------- | -------------------------------------- | -------------------------------------- | -------------------------------------- | -------------------------------------- | -------------------------------------- | -------------------------------------- | -------------------------------------- | -------------------------------------- | -------------------------------------- | -------------------------------------- | -------------------------------------- |
| Positie:                               | 40                                     | 29                                     | 25                                     | 24                                     | 24                                     | 24                                     | 24                                     | 27                                     | 28                                     | 22                                     | 15                                     | 15                                     | 15                                     | 15                                     | 15                                     | 15                                     | 14                                     | 22                                     | 35                                     | 49                                     | uit                                    |

### NPO Radio 2 Top 2000
| Nummer met noteringen in de NPO Radio 2 Top 2000 | '16  | '17  | '18  |
| ------------------------------------------------ | ---- | ---- | ---- |
| Good Grief                                       | 1738 | 1398 | 1946 |

1. ↑  Een vetgedrukt getal geeft de hoogste notering aan.
2. ↑  2016 was het eerste jaar met een notering voor dit nummer.
3. ↑  Deze tabel is bijgewerkt tot en met de laatste editie (2024).